# الن گراهام اپلی
اَلن گراهام اَپلی (انگلیسی: Alan Graham Apley؛ ‏ ۱۰ نوامبر ۱۹۱۴ – ۲۰ دسامبر ۱۹۹۶) جراح ارتوپد اهل بریتانیا بود که به خاطر کتاب درسی خود، «ارتوپدی و شکستگی‌های اَپلی» (که در سال ۱۹۵۹ منتشر شد) و همچنین برای ابداع «آزمون اپلی» در تشخیص آسیب‌های منیسک شهرت داشت. 
پدر او یک لهستانی یهودی مهاجر بود. وی پزشکی را در بیمارستان یونیورسیتی کالج فرا گرفت و در سال ۱۹۳۸ کارشناس جراحی (ام‌بی‌بی‌اس) شد. وی در جریان جنگ جهانی دوم در سپاه پزشکی ارتش سلطنتی در میانمار خدمت کرد. او نخستین بخش اورژانس را در جنوب انگلستان در بیمارستان سنت پیتر طراحی و بنیان‌گذاری کرد و در سال ۱۹۷۲ رئیس دپارتمان ارتوپدی بیمارستان سنت توماس شد. اَپلی در سال ۱۹۹۶ درگذشت.